# Mercè Arànega
Mercè Arànega (Buenos Aires, Argentina, 1957) es una actriz española de origen argentino que ha desarrollado su carrera en la televisión, el cine, el teatro y el doblaje. Conocida por su papel de Paquita Miralles o simplemente Paquita en la serie televisiva de TV3 El cor de la ciutat. 

## Filmografía

### Cine
- 1992 - Cucarachas. Director: Toni Mora.
- 1993 - Rosita, please. Director: Ventura Pons.
- 1994 - El porqué de las cosas. Director: Ventura Pons.
- 1998 - El pianista. Director: Mario Gas.
- 2001 - Anita no pierde el tren. Director: Ventura Pons.
- 2004 - Beatriz/Barcelona. Director: Claudio Zulián.
- 2010 - Pa negre. Director: Agustí Villaronga.
- 2011 - Terra baixa. Director: Isidro Ortiz.

### Televisión
- 1989 - La prueba. Director: Enric Galcerán. Corto.
- 1990 - Qui?. Serie TV3.
- 1994/98 - Estació d'enllaç. Serie TV3.
- 1994 - Dones i homes. Director: Antoni Verdaguer. Telefilme. TV3.
- 1995 - La sucursal. Director: Jesús Font. Telefilme. TV3.
- 1999 - Junts. Directora: Mireia Ros. Telefilme. TV3.
- 2000 - Valèria. Directora: Sílvia Quer. Telefilme. TV3.
- 2000/04 - El cor de la ciutat. Serie TV3.
- 2010/12 - Cuéntame cómo pasó. Drama histórico, la 1 de TVE.
- 2017- La Riera. Serie de TV3.
- 2024- Jo mai mai. Serie de TV3

## Premios
- 1994: Premio Nacional de Cinematografía de la Generalidad de Cataluña, por su interpretación en Rosita, please.
- 1997: Premio Margarida Xirgu, por su  papel en L'Amant.
- 2009: Premio Butaca a la mejor actriz por Mort de dama.
- 2010: Premio Nacional de Teatro de la Generalidad de Cataluña por su interpretación de Doña Obdúlia de Montcada en Mort de dama.[1]